# Paige Satchell
Paige Satchell, née le 13 avril 1998 à Rotorua, est une footballeuse internationale néo-zélandaise. Elle joue au poste d'attaquante. 

## Biographie
En 2018, elle remporte avec l'équipe de Nouvelle-Zélande la Coupe d'Océanie.
En 2019, elle fait partie des 23 joueuses néo-zélandaises sélectionnées afin de participer à la Coupe du monde organisée en France.

## Palmarès
- Vainqueur de la Coupe d'Océanie en 2018 avec l'équipe de Nouvelle-Zélande